# Deroplia gertiana
Deroplia gertiana là một loài bọ cánh cứng trong họ Cerambycidae.